# Гомбин
Гомбин (пол. Gąbin, нем. Gombin 1943-1945)  —  город  в Польше, входит в Мазовецкое воеводство,  Плоцкий повят.  Имеет статус городско-сельской гмины. Занимает площадь 28,16 км². Население — 4230 человек (на 2006 год).

## История
К началу XX века город относился к Гостынскому уезду Варшавской губернии Российской империи. Население составляло 8534 жителей, более половины из них составляли евреи. Имелась своя деревянная синагога. Функционировали паровая мукомольная мельница, кожевенный, мыловаренный, котельный и винокуренный заводы, фабрика химических красок; в окрестностях находилась писчебумажная фабрика и свеклосахарный завод.
Во время Второй мировой войны нацисты в городе организовали гетто. Большинство евреев Гомбина были уничтожены в лагерях смерти Освенцим и Хелмно. 

## Фотогалерея

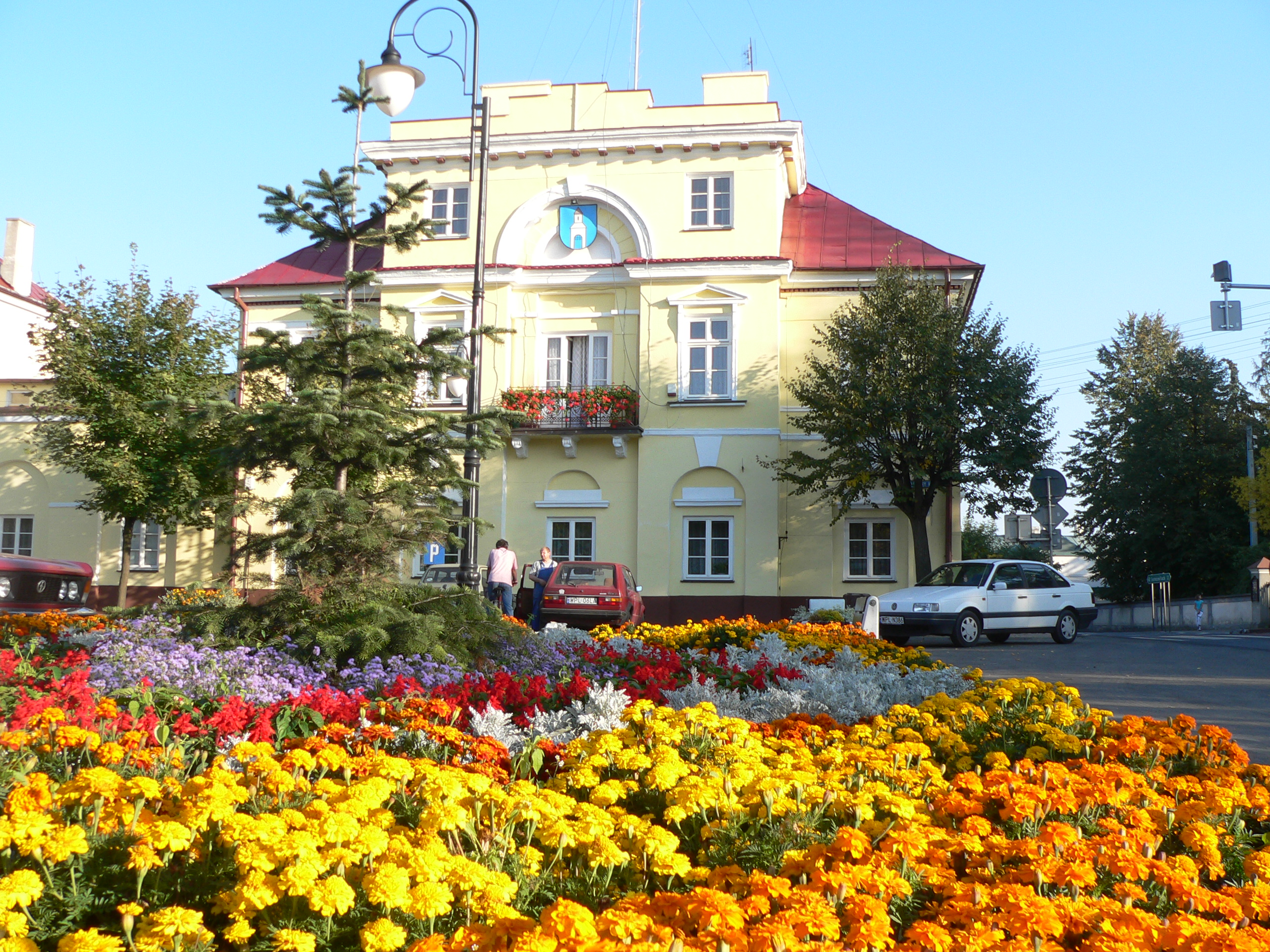
Ратуша
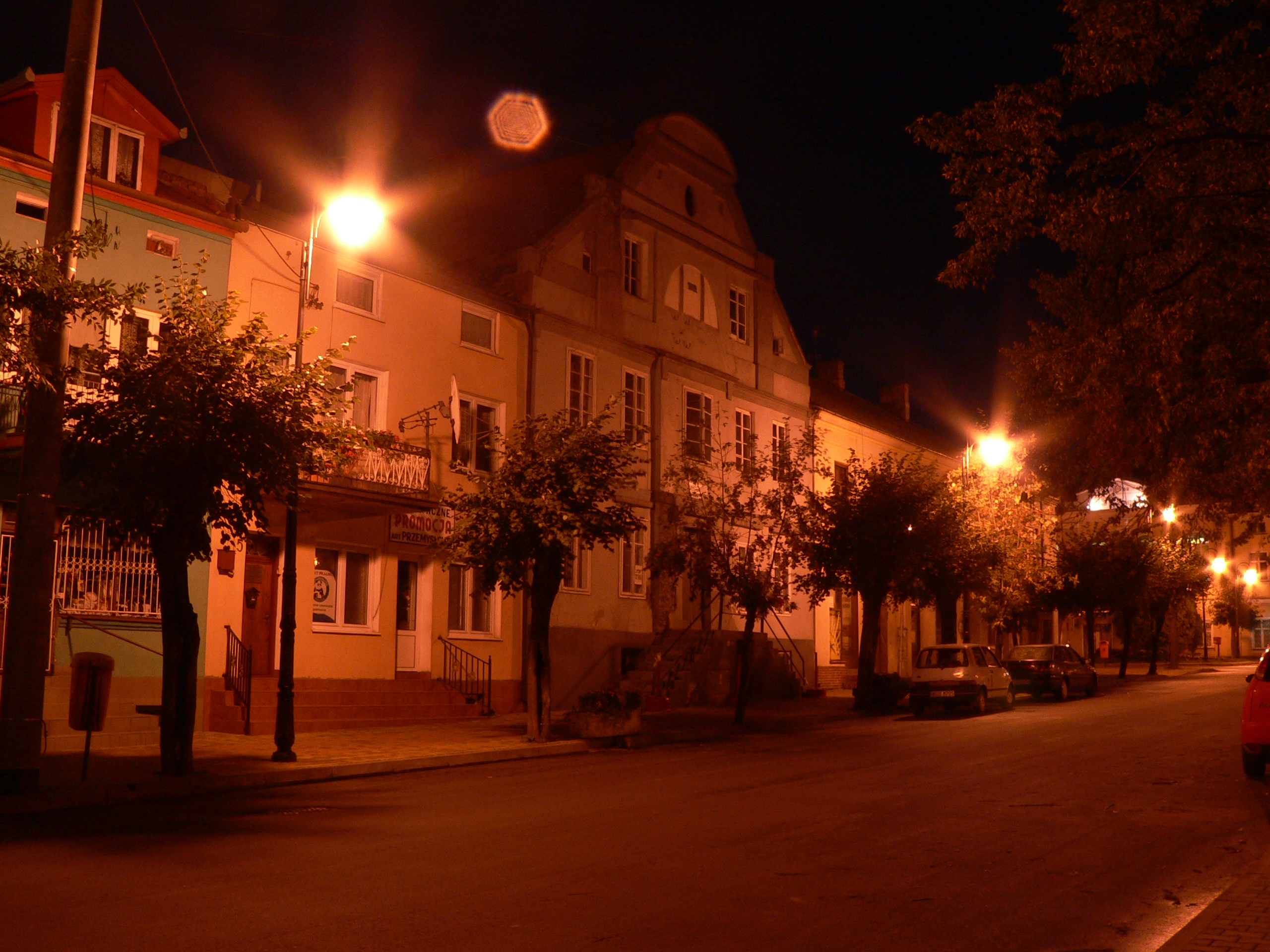
Гомбин
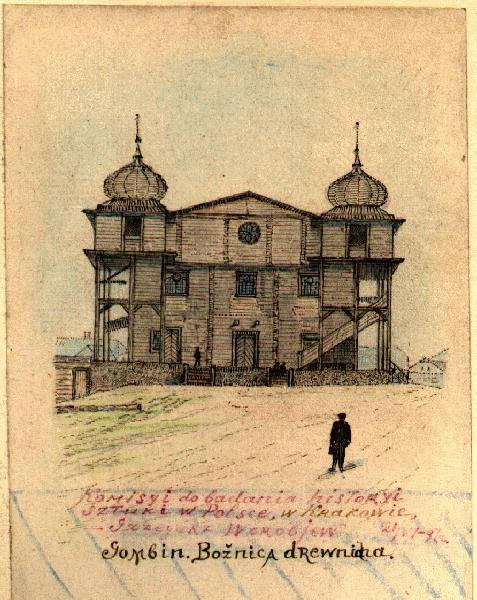
Синагога (1893).